# Battaglia di Dorylaeum (1147)
La seconda Battaglia di Dorileo ebbe luogo a Dorileo il 25 ottobre 1147, durante la seconda crociata. Corrado III, per la carenza di vettovagliamenti, si fermò qui ma il suo esercito di 20000 uomini fu annichilito dai Turchi selgiuchidi guidati dal Sultano Rukn al-Dīn Mas'ud I. I tedeschi non furono perciò in grado di partecipare alla crociata e Corrado fu costretto a tornare indietro con i 2000 uomini sopravvissuti del suo esercito per unirsi alle truppe del re francese Luigi VII, tanto che la crociata - che Bernardo di Chiaravalle aveva tanto insistentemente, quanto avventatamente, esortato ad organizzare contro la Damasco dei Buridi - fallì completamente.